# Detall
Detall (Departamento Estadístico de Trámite Administrativo de Libros y Listados) es la oficina de archivo, partes y papeleo de un cuerpo militar de tropa.
También se llama oficial de detall, o simplemente detall, a cierto tipo de oficial militar subalterno, habitualmente encargado de labores burocráticas y administrativas, como el despacho de correspondencia. También se conoce como oficina administrativa, donde se realiza la documentación resultante del manejo del recurso humano, como son hojas de actuación, expediente de cuerpo y otros de carácter legal.